# Saint-Hilaire (Aude)
Pour les articles homonymes, voir Saint-Hilaire.
Saint-Hilaire  (occitan : Sant Ilari) est une commune française, située dans l'ouest du département de l'Aude en région Occitanie.
Sur le plan historique et culturel, la commune fait partie du massif des Corbières, un chaos calcaire formant la transition entre le Massif central et les Pyrénées. Exposée à un climat méditerranéen, elle est drainée par le Lauquet, le ruisseau de Guinet, le Baris et par divers autres petits cours d'eau. La commune possède un patrimoine naturel remarquable : un site Natura 2000 (les « hautes Corbières »), un espace protégé (la réserve naturelle régionale du Massif du Montious) et trois zones naturelles d'intérêt écologique, faunistique et floristique.
Saint-Hilaire est une commune rurale qui compte 713 habitants en 2022. Elle fait partie de l'aire d'attraction de Carcassonne. Ses habitants sont appelés les Saint-Hilarois et ses habitantes les Saint-Hilaroises.

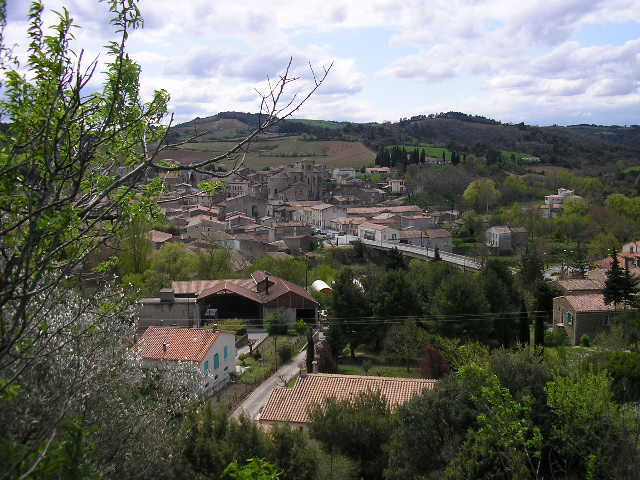

Le patrimoine architectural de la commune comprend un immeuble protégé au titre des monuments historiques : l'abbaye de Saint-Hilaire, classée en 1840 et inscrite en 1990.

## Géographie
La commune de Saint-Hilaire se situe dans le département de l'Aude à mi-chemin entre Limoux et Carcassonne dans la région du Carcassès. Elle est en grande partie occupée par la forêt domaniale de Crausse-Rabassié. La rivière du Lauquet délimite sa partie nord. Elle est traversée par le méridien de Paris, la Méridienne verte.

### Communes limitrophes
| Pomas, Pieusse | Verzeille        | Ladern-sur-Lauquet                                     |
| Gardie         | Saint-Hilaire    | Greffeil                                               |
| Villebazy      | Belcastel-et-Buc | Clermont-sur-Lauquet, Caunette-sur-Lauquet (sur 100 m) |

### Hydrographie
La commune est dans la région hydrographique « Côtiers méditerranéens », au sein du bassin hydrographique Rhône-Méditerranée-Corse. Elle est drainée par le Lauquet, le ruisseau de Guinet, le Baris, Rec de Merdaous, le ruisseau de Crausse, le ruisseau de la Sabuquière, le ruisseau de Minestrol, le ruisseau de Plan-Pujade, le ruisseau de Roubichou, le ruisseau des Escaudures et le ruisseau de Tourniol, qui constituent un réseau hydrographique de 26 km de longueur totale,.
Le Lauquet, d'une longueur totale de 36,3 km, prend sa source dans la commune de Bouisse et s'écoule vers le nord. Il traverse la commune et se jette dans l'Aude à Couffoulens, après avoir traversé 10 communes.
Le ruisseau de Guinet, d'une longueur totale de 11,8 km, prend sa source dans la commune de Missègre et s'écoule vers l'ouest puis se réoriente au nord. Il traverse la commune et se jette dans le Lauquet à Clermont-sur-Lauquet, après avoir traversé 7 communes.

### Climat
Pour des articles plus généraux, voir Climat de l'Occitanie et Climat de l'Aude.
En 2010, le climat de la commune est de type climat du Bassin du Sud-Ouest, selon une étude s'appuyant sur une série de données couvrant la période 1971-2000. En 2020, Météo-France publie une typologie des climats de la France métropolitaine dans laquelle la commune est exposée à un climat océanique altéré et est dans la région climatique Aquitaine, Gascogne, caractérisée par une pluviométrie abondante au printemps, modérée en automne, un faible ensoleillement au printemps, un été chaud (19,5 °C), des vents faibles, des brouillards fréquents en automne et en hiver et des orages fréquents en été (15 à 20 jours).
Pour la période 1971-2000, la température annuelle moyenne est de 13,7 °C, avec  une amplitude thermique annuelle de 15,8 °C. Le cumul annuel moyen de précipitations est de 694 mm, avec 9,7 jours de précipitations en janvier et 4,6 jours en juillet. Pour la période 1991-2020 la température moyenne annuelle observée sur la station météorologique la plus proche, située sur la commune de Limoux à 8 km à vol d'oiseau, est de 13,6 °C et le cumul annuel moyen de précipitations est de 666,0 mm,. Pour l'avenir, les paramètres climatiques de la commune estimés pour 2050 selon différents scénarios d’émission de gaz à effet de serre sont consultables sur un site dédié publié par Météo-France en novembre 2022.

### Milieux naturels et biodiversité

#### Espaces protégés
La protection réglementaire est le mode d’intervention le plus fort pour préserver des espaces naturels remarquables et leur biodiversité associée,.
Un  espace protégé est présent sur la commune : 
Périmètre de protection de la réserve géologique du site de Pierrefitte, une réserve naturelle nationale d'une superficie de 0,2 ha.

#### Réseau Natura 2000

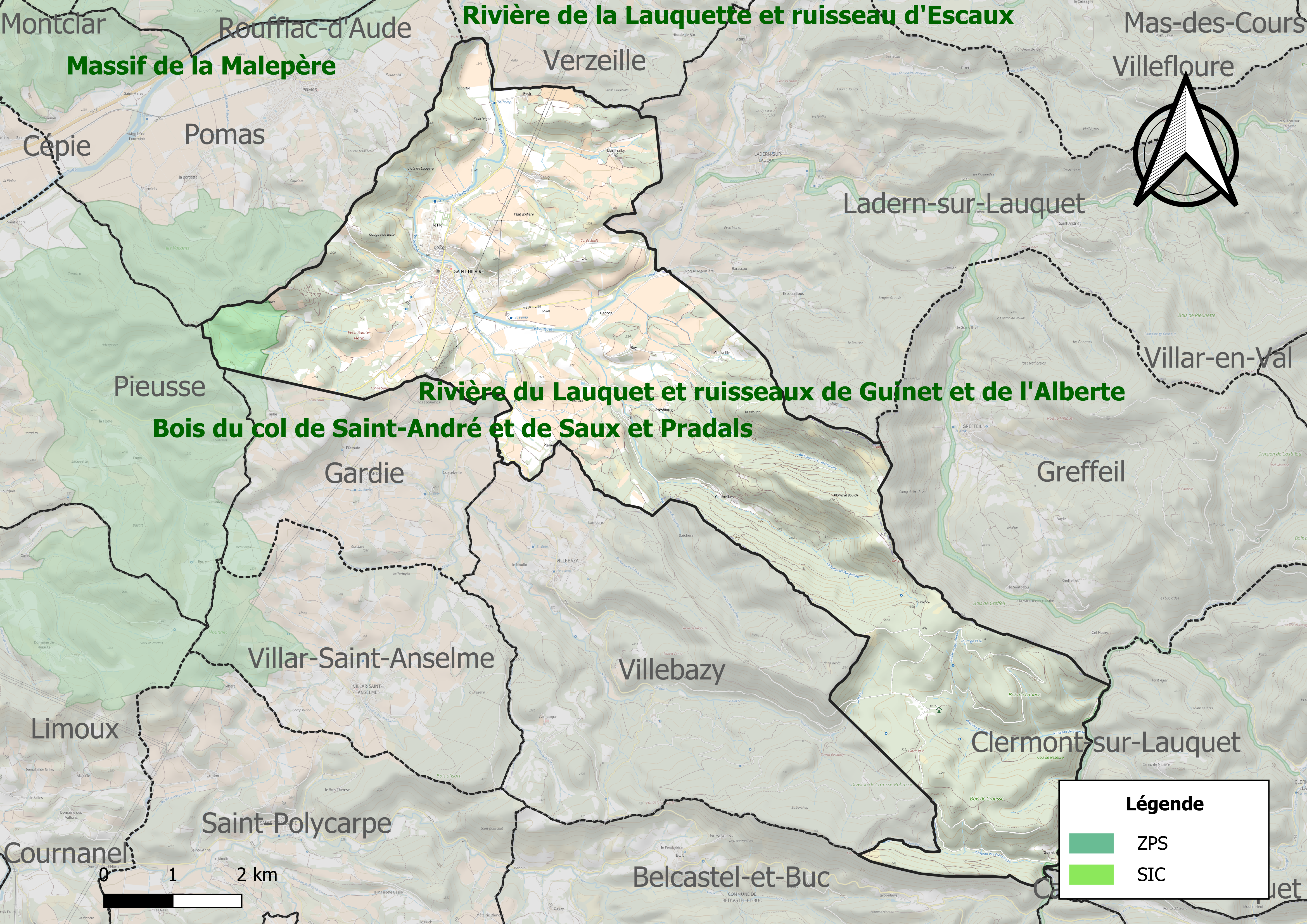
Sites Natura 2000 sur le territoire communal.

Le réseau Natura 2000 est un réseau écologique européen de sites naturels d'intérêt écologique élaboré à partir des directives habitats et oiseaux, constitué de zones spéciales de conservation (ZSC) et de zones de protection spéciale (ZPS).
Un site Natura 2000 a été défini sur la commune au titre  de la directive oiseaux : les « hautes Corbières », d'une superficie de 28 398 ha, accueillant une avifaune riche et diversifiée : rapaces tels que les Busards, l'Aigle Royal, le Circaète Jean-le-Blanc, qui trouvent sur place des conditions favorables à la nidification et à leur alimentation du fait de l'importance des milieux ouverts.

#### Zones naturelles d'intérêt écologique, faunistique et floristique
L’inventaire des zones naturelles d'intérêt écologique, faunistique et floristique (ZNIEFF) a pour objectif de réaliser une couverture des zones les plus intéressantes sur le plan écologique, essentiellement dans la perspective d’améliorer la connaissance du patrimoine naturel national et de fournir aux différents décideurs un outil d’aide à la prise en compte de l’environnement dans l’aménagement du territoire.
Deux ZNIEFF de type 1 sont recensées sur la commune :
le « bois du col de Saint-André et de Saux et Pradals » (1 290 ha), couvrant 7 communes du département, et 
la « rivière du Lauquet et ruisseaux de Guinet et de l'Alberte » (115 ha), couvrant 6 communes du département
et une ZNIEFF de type 2, : 
les « Corbières occidentales » (59 005 ha), couvrant 66 communes du département.

Carte des ZNIEFF de type 1 et 2 à Saint-Hilaire.
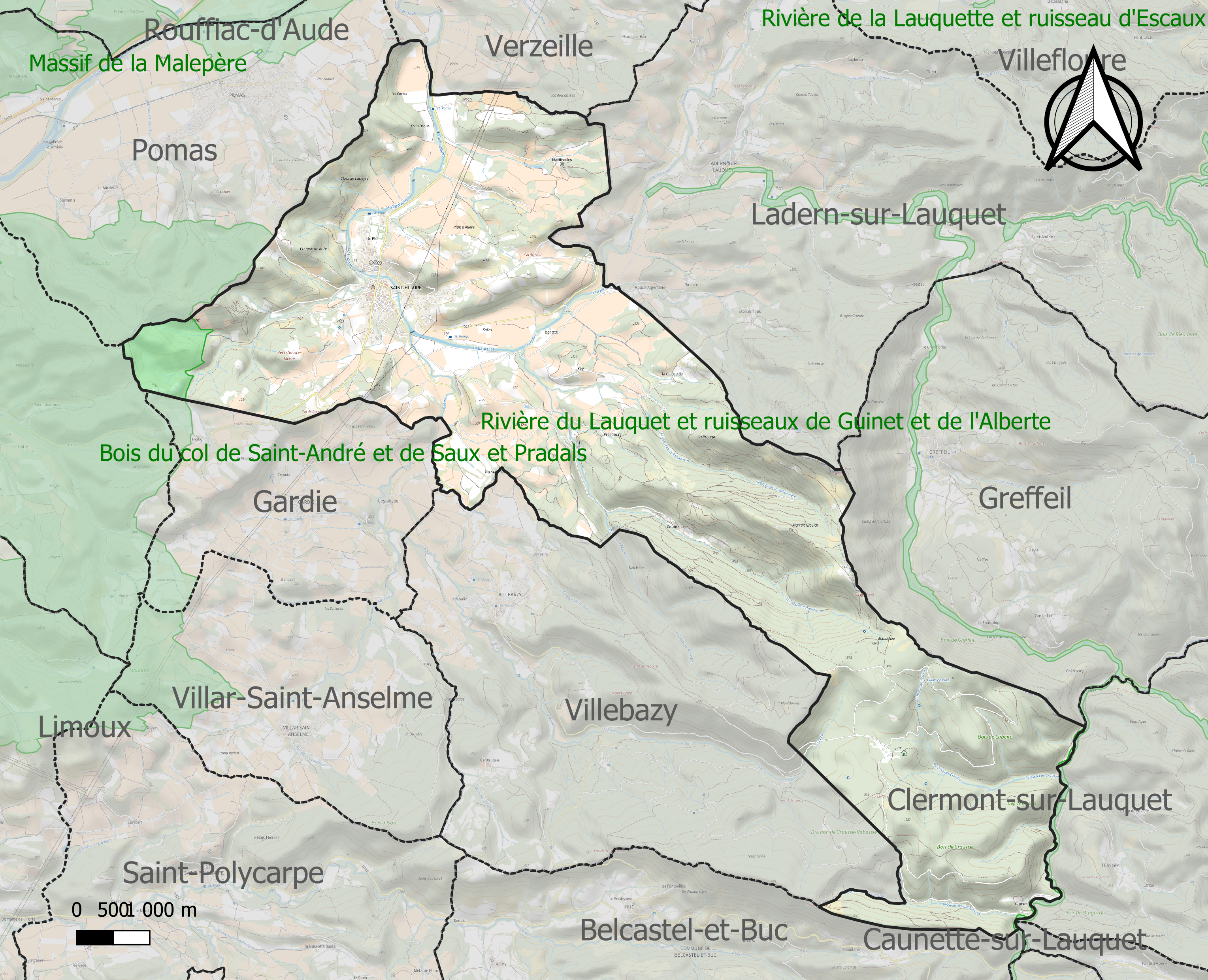
Carte des ZNIEFF de type 1 sur la commune.
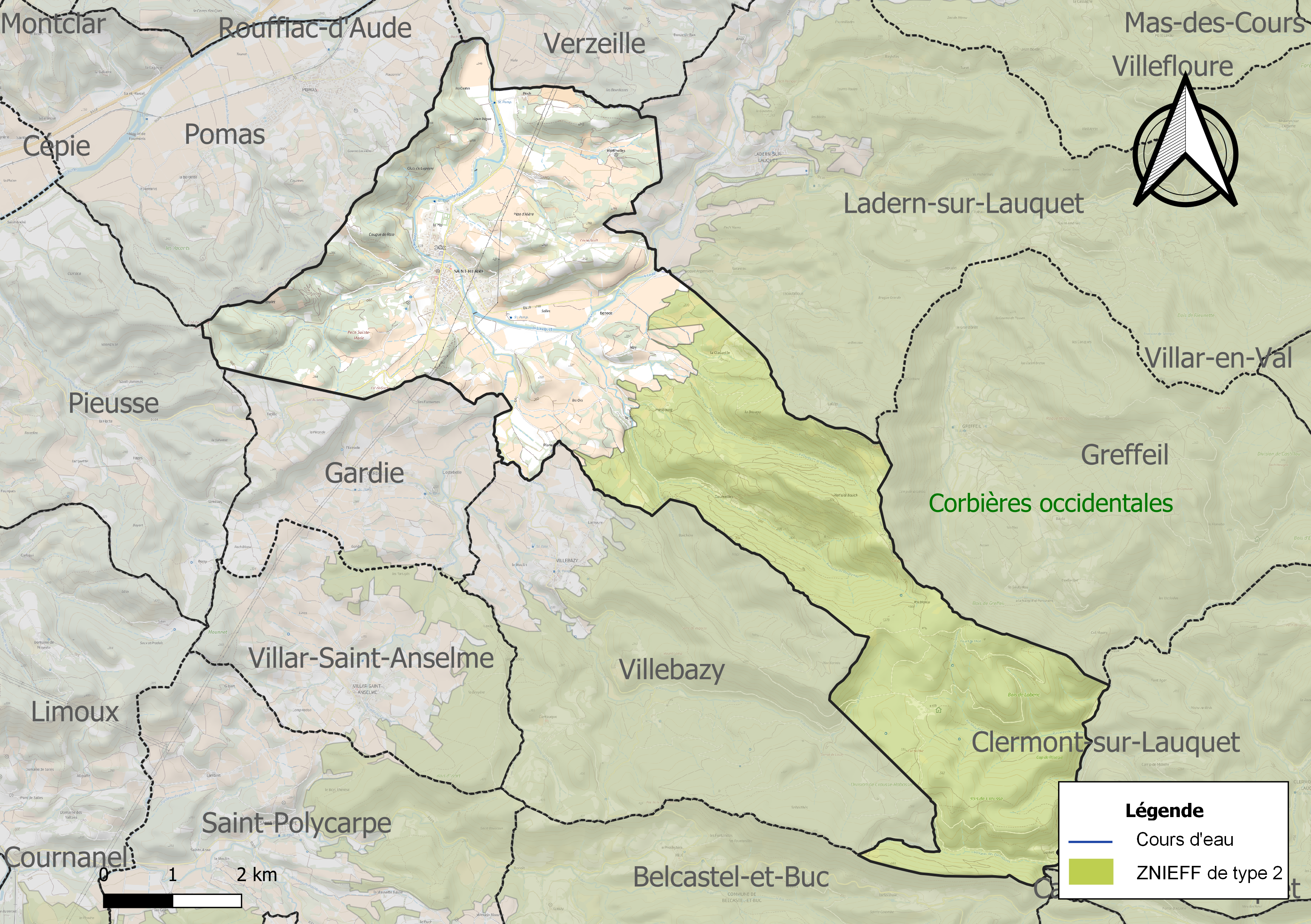
Carte de la ZNIEFF de type 2 sur la commune.

## Urbanisme

### Typologie
Au 1er janvier 2024, Saint-Hilaire est catégorisée bourg rural, selon la nouvelle grille communale de densité à 7 niveaux définie par l'Insee en 2022.
Elle est située hors unité urbaine. Par ailleurs la commune fait partie de l'aire d'attraction de Carcassonne, dont elle est une commune de la couronne,. Cette aire, qui regroupe 115 communes, est catégorisée dans les aires de 50 000 à moins de 200 000 habitants,.

### Occupation des sols
L'occupation des sols de la commune, telle qu'elle ressort de la base de données européenne d’occupation biophysique des sols Corine Land Cover (CLC), est marquée par l'importance des forêts et milieux semi-naturels (52 % en 2018), une proportion identique à celle de 1990 (52 %). La répartition détaillée en 2018 est la suivante : 
forêts (42,9 %), cultures permanentes (31,4 %), zones agricoles hétérogènes (13,6 %), milieux à végétation arbustive et/ou herbacée (9,1 %), zones urbanisées (2,3 %), terres arables (0,7 %). L'évolution de l’occupation des sols de la commune et de ses infrastructures peut être observée sur les différentes représentations cartographiques du territoire : la carte de Cassini (XVIIIe siècle), la carte d'état-major (1820-1866) et les cartes ou photos aériennes de l'IGN pour la période actuelle (1950 à aujourd'hui).

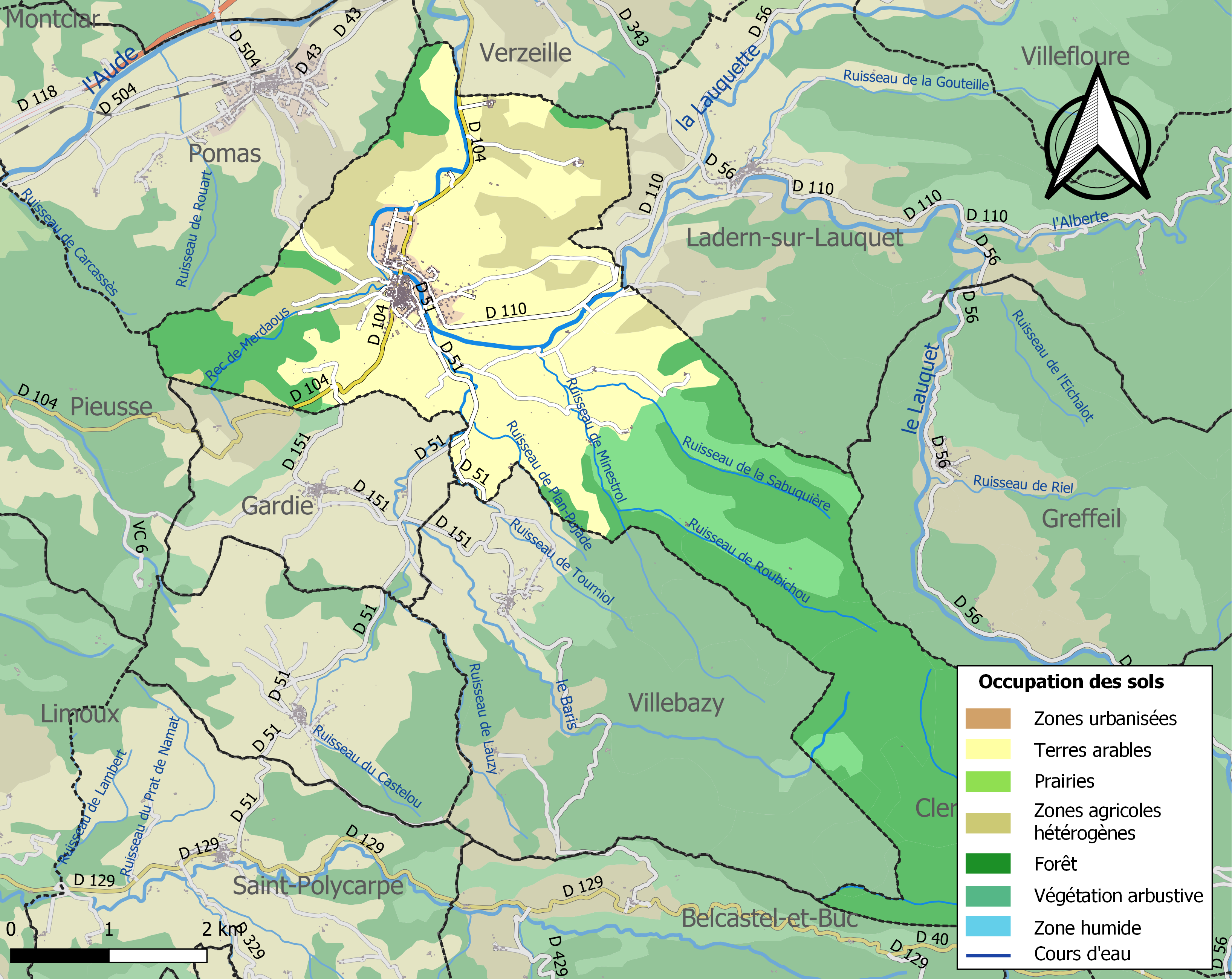
Carte des infrastructures et de l'occupation des sols de la commune en 2018 (CLC).

### Risques majeurs
Le territoire de la commune de Saint-Hilaire est vulnérable à différents aléas naturels : météorologiques (tempête, orage, neige, grand froid, canicule ou sécheresse), inondations, feux de forêts et séisme (sismicité faible). Un site publié par le BRGM permet d'évaluer simplement et rapidement les risques d'un bien localisé soit par son adresse soit par le numéro de sa parcelle.
Certaines parties du territoire communal sont susceptibles d’être affectées par le risque d’inondation par débordement de cours d'eau, notamment le ruisseau de Glandes. La commune a été reconnue en état de catastrophe naturelle au titre des dommages causés par les inondations et coulées de boue survenues en 1982, 1992, 1996, 1999, 2009, 2014, 2018 et 2019,.

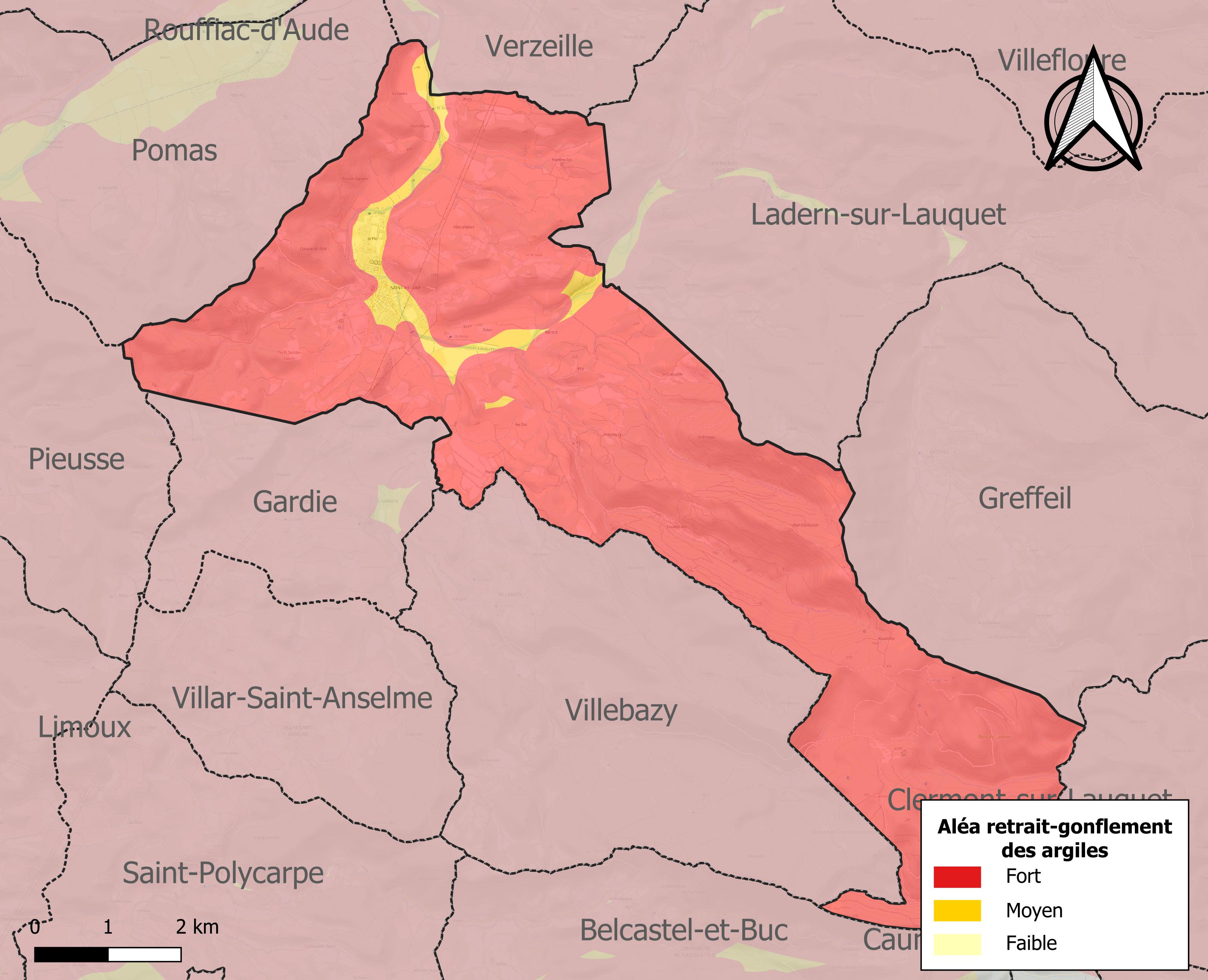
Carte des zones d'aléa retrait-gonflement des sols argileux de Saint-Hilaire.

Le retrait-gonflement des sols argileux est susceptible d'engendrer des dommages importants aux bâtiments en cas d’alternance de périodes de sécheresse et de pluie. La totalité de la commune est en aléa moyen ou fort (75,2 % au niveau départemental et 48,5 % au niveau national). Sur les 433 bâtiments dénombrés sur la commune en 2019, 433 sont en aléa moyen ou fort, soit 100 %, à comparer aux 94 % au niveau départemental et 54 % au niveau national. Une cartographie de l'exposition du territoire national au retrait gonflement des sols argileux est disponible sur le site du BRGM,.
Concernant les mouvements de terrains, la commune a été reconnue en état de catastrophe naturelle au titre des dommages causés par la sécheresse en 2016 et par des mouvements de terrain en 2018.

## Histoire
L'histoire de Saint-Hilaire est très liée à celle de l'abbaye. Elle commence à l'époque des Romains mais les traces les plus importantes datent du Moyen Âge. Au IIIe siècle, l'abbaye est bâtie sous le vocable de saint Saturnin, puis de saint Hilaire, évêque de Carcassonne au VIe siècle. Le village s'étendra au cours des siècles autour de cette abbaye.
Les abbés construisent des fortifications autour du village pour se protéger des troubles de la guerre de Cent Ans. Un texte de 1386 règle la garde des clefs des portes de la ville. En 1574, le village est brûlé et en partie détruit par les protestants du seigneur de Villar.
Durant la Révolution, Saint-Hilaire connaît quelques troubles. En 1792, la troupe est envoyée pour maintenir l'ordre public.

## Politique et administration

### Liste des maires
| Période                                  | Période  | Identité                    | Étiquette | Qualité                        |
| ---------------------------------------- | -------- | --------------------------- | --------- | ------------------------------ |
|                                          | 1813     | Joseph Calvayrac            |           |                                |
| 1813                                     | 1826     | Jean-Antoine-César de Niort |           |                                |
| 1928                                     | 1940     | Jean Bousgarbiès            | Rad.      | Député                         |
| mars 1983                                | 2014     | Pierre Authier              | PS        | Conseiller général (1982-2015) |
| mars 2014                                | En cours | Jean-Louis Carbonnel        | PS        | Viticulteur                    |
| Les données manquantes sont à compléter. |          |                             |           |                                |

## Démographie
L'évolution du nombre d'habitants est connue à travers les recensements de la population effectués dans la commune depuis 1793. Pour les communes de moins de 10 000 habitants, une enquête de recensement portant sur toute la population est réalisée tous les cinq ans, les populations de référence des années intermédiaires étant quant à elles estimées par interpolation ou extrapolation. Pour la commune, le premier recensement exhaustif entrant dans le cadre du nouveau dispositif a été réalisé en 2006.

En 2022, la commune comptait 713 habitants, en évolution de −8,47 % par rapport à 2016 (Aude : +2,65 %, France hors Mayotte : +2,11 %).
| 1793 | 1800 | 1806 | 1821 | 1831 | 1836  | 1841 | 1846  | 1851 |
| ---- | ---- | ---- | ---- | ---- | ----- | ---- | ----- | ---- |
| 940  | 836  | 845  | 800  | 983  | 1 027 | 996  | 1 010 | 997  |

| 1856 | 1861 | 1866 | 1872 | 1876 | 1881  | 1886 | 1891 | 1896 |
| ---- | ---- | ---- | ---- | ---- | ----- | ---- | ---- | ---- |
| 997  | 934  | 902  | 935  | 895  | 1 000 | 927  | 860  | 885  |

| 1901 | 1906 | 1911 | 1921 | 1926 | 1931 | 1936 | 1946 | 1954 |
| ---- | ---- | ---- | ---- | ---- | ---- | ---- | ---- | ---- |
| 952  | 942  | 897  | 909  | 812  | 877  | 835  | 704  | 730  |

| 1962 | 1968 | 1975 | 1982 | 1990 | 1999 | 2006 | 2011 | 2016 |
| ---- | ---- | ---- | ---- | ---- | ---- | ---- | ---- | ---- |
| 772  | 751  | 687  | 595  | 653  | 699  | 720  | 762  | 779  |

| 2021 | 2022 | - | - | - | - | - | - | - |
| ---- | ---- | - | - | - | - | - | - | - |
| 713  | 713  | - | - | - | - | - | - | - |

## Économie

### Revenus
En 2018  (données Insee publiées en septembre 2021), la commune compte 312 ménages fiscaux, regroupant 700 personnes. La médiane du revenu disponible par unité de consommation est de 19 950 € (19 240 € dans le département).

### Emploi
| Division       | 2008   | 2013   | 2018   |
| -------------- | ------ | ------ | ------ |
| Commune        | 9,1 %  | 10,6 % | 10,9 % |
| Département    | 10,2 % | 12,8 % | 12,6 % |
| France entière | 8,3 %  | 10 %   | 10 %   |

En 2018, la population âgée de 15 à 64 ans s'élève à 445 personnes, parmi lesquelles on compte 73,1 % d'actifs (62,2 % ayant un emploi et 10,9 % de chômeurs) et 26,9 % d'inactifs,. Depuis 2008, le taux de chômage communal (au sens du recensement) des 15-64 ans est inférieur à celui du département, mais supérieur à celui de la France.
La commune fait partie de la couronne de l'aire d'attraction de Carcassonne, du fait qu'au moins 15 % des actifs travaillent dans le pôle,. Elle compte 123 emplois en 2018, contre 156 en 2013 et 153 en 2008. Le nombre d'actifs ayant un emploi résidant dans la commune est de 278, soit un indicateur de concentration d'emploi de 44,3 % et un taux d'activité parmi les 15 ans ou plus de 49,1 %.
Sur ces 278 actifs de 15 ans ou plus ayant un emploi, 78 travaillent dans la commune, soit 28 % des habitants. Pour se rendre au travail, 81,8 % des habitants utilisent un véhicule personnel ou de fonction à quatre roues, 2,5 % les transports en commun, 8,3 % s'y rendent en deux-roues, à vélo ou à pied et 7,5 % n'ont pas besoin de transport (travail au domicile).

### Activités hors agriculture

#### Secteurs d'activités
52 établissements sont implantés  à Saint-Hilaire au 31 décembre 2019. Le tableau ci-dessous en détaille le nombre par secteur d'activité et compare les ratios avec ceux du département,.
| Secteur d'activité                                                                                        | Commune | Commune | Département |
| Secteur d'activité                                                                                        | Nombre  | %       | %           |
| --- | ------- | ------- | ----------- |
| Ensemble                                                                                                  | 52      |         |             |
| Industrie manufacturière, industries extractives et autres                                                | 4       | 7,7 %   | (8,8 %)     |
| Construction                                                                                              | 11      | 21,2 %  | (14 %)      |
| Commerce de gros et de détail, transports, hébergement et restauration                                    | 15      | 28,8 %  | (32,3 %)    |
| Information et communication                                                                              | 1       | 1,9 %   | (1,6 %)     |
| Activités immobilières                                                                                    | 2       | 3,8 %   | (5,2 %)     |
| Activités spécialisées, scientifiques et techniques et activités de services administratifs et de soutien | 9       | 17,3 %  | (13,3 %)    |
| Administration publique, enseignement, santé humaine et action sociale                                    | 6       | 11,5 %  | (13,2 %)    |
| Autres activités de services                                                                              | 4       | 7,7 %   | (8,8 %)     |

Le secteur du commerce de gros et de détail, des transports, de l'hébergement et de la restauration est prépondérant sur la commune puisqu'il représente 28,8 % du nombre total d'établissements de la commune (15 sur les 52 entreprises implantées  à Saint-Hilaire), contre 32,3 % au niveau départemental.

#### Entreprises
L' entreprise ayant son siège social sur le territoire communal qui génère le plus de chiffre d'affaires en 2020 est : 
- Chateau Martinolles, culture de la vigne (709 k€)

### Agriculture
La commune est dans la « Région viticole » de l'Aude, une petite région agricole occupant une grande partie centrale du département, également dénommée localement « Corbeilles Minervois et Carcasses-Limouxin ». En 2020, l'orientation technico-économique de l'agriculture  sur la commune est la viticulture.
|               | 1988 | 2000 | 2010 | 2020 |
| ------------- | ---- | ---- | ---- | ---- |
| Exploitations | 59   | 32   | 32   | 20   |
| SAU (ha)      | 637  | 507  | 527  | 548  |

Le nombre d'exploitations agricoles en activité et ayant leur siège dans la commune est passé de 59 lors du recensement agricole de 1988  à 32 en 2000 puis à 32 en 2010 et enfin à 20 en 2020, soit une baisse de 66 % en 32 ans. Le même mouvement est observé à l'échelle du département qui a perdu pendant cette période 60 % de ses exploitations,. La surface agricole utilisée sur la commune a également diminué, passant de 637 ha en 1988 à 548 ha en 2020. Parallèlement la surface agricole utilisée moyenne par exploitation a augmenté, passant de 11 à 27 ha.

## Culture locale et patrimoine

### Lieux et monuments
- Abbaye de Saint-Hilaire.
- Église abbatiale de l'Assomption de Saint-Hilaire.
Ancienne abbaye bénédictine fortifiée, fondée à la fin du VIIIe siècle et placée sous le vocable de saint Sernin. Au Xe siècle conformément à la volonté du comte de Carcassonne, l'abbaye change de nom et est dédiée à saint Hilaire, premier évêque de Carcassonne au VIe siècle.
Le monastère connut une certaine prospérité jusqu’au XIIIe siècle, mais dès la guerre de Cent Ans il subit des dévastations, les ravages de la peste noire et des périodes de famine.
Placée sous la commende en 1540, l'abbaye ferma ses portes en 1748.
En 1531, les moines de Saint-Hilaire découvrirent le premier vin effervescent au monde : la blanquette.
Aujourd'hui, on peut découvrir au travers d'une visite guidée l'ensemble des bâtiments.

L'abbaye accueille tout au long de l'année de nombreuses expositions de peinture, sculpture et photographie. L'association « Les Amis de l'Abbaye de Saint Hilaire » y organise régulièrement des concerts, principalement de musique classique, dans l'église abbatiale ou dans le cloître.

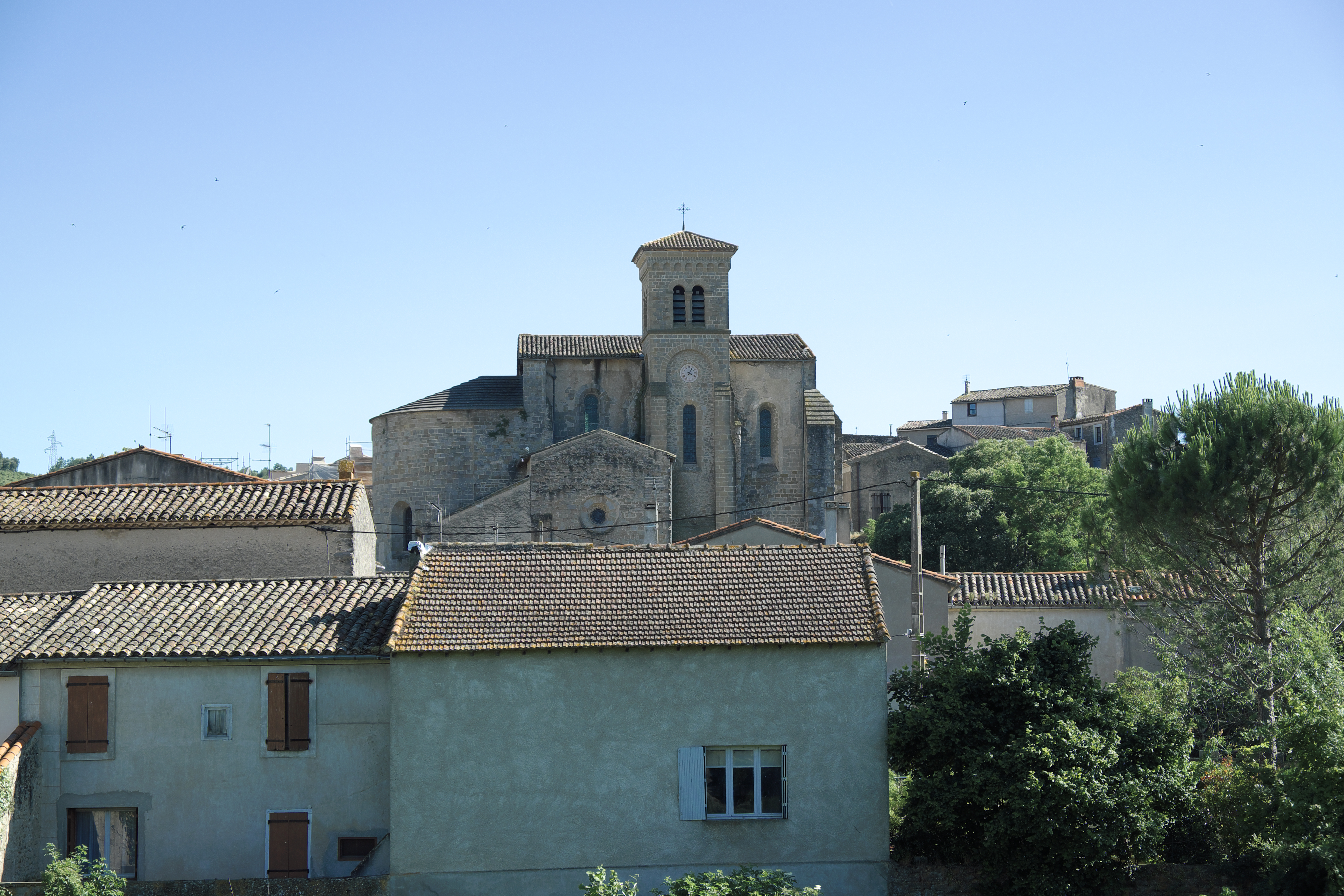
Église abbatiale de l'Assomption de Saint-Hilaire
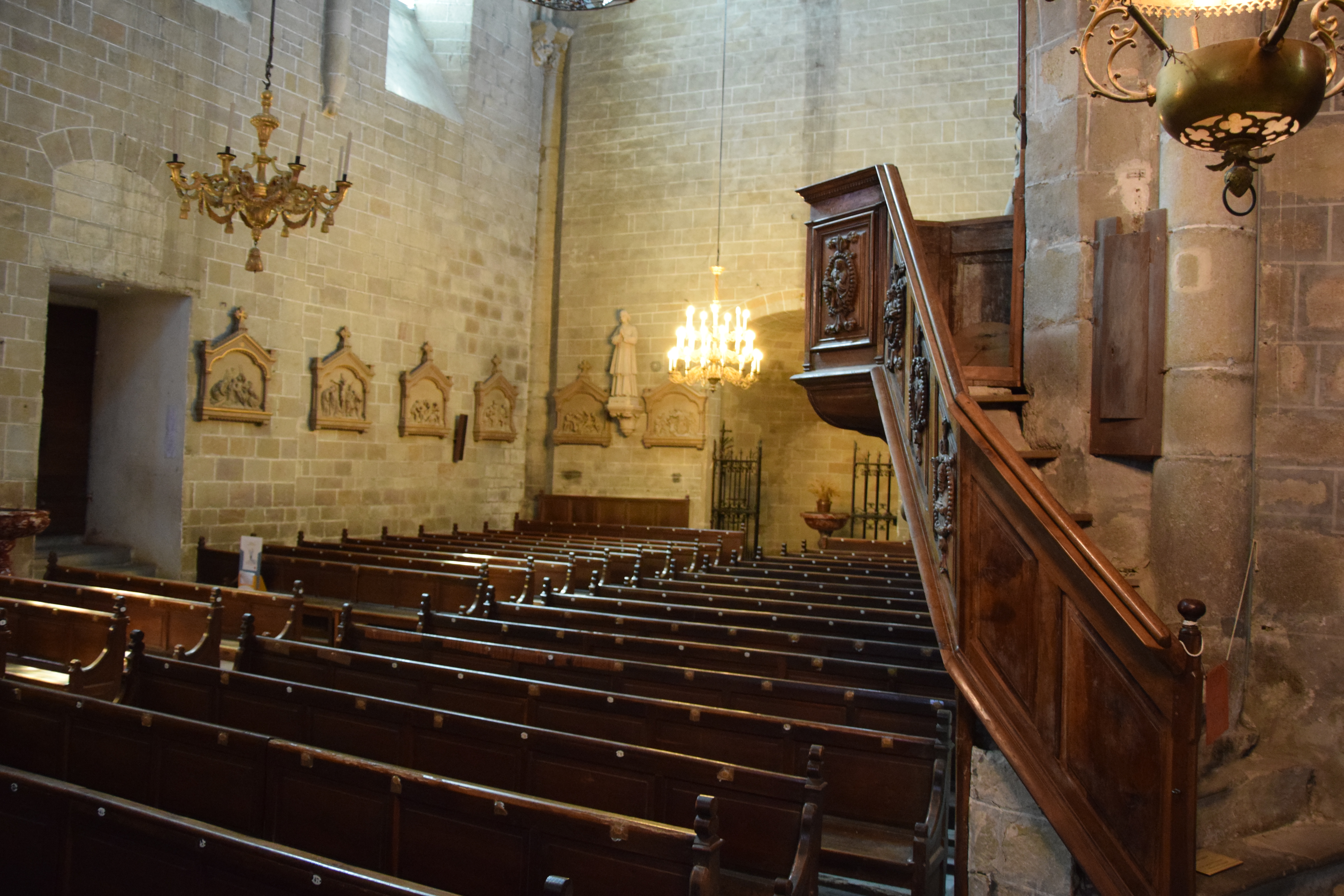
Partie arrière de la nef
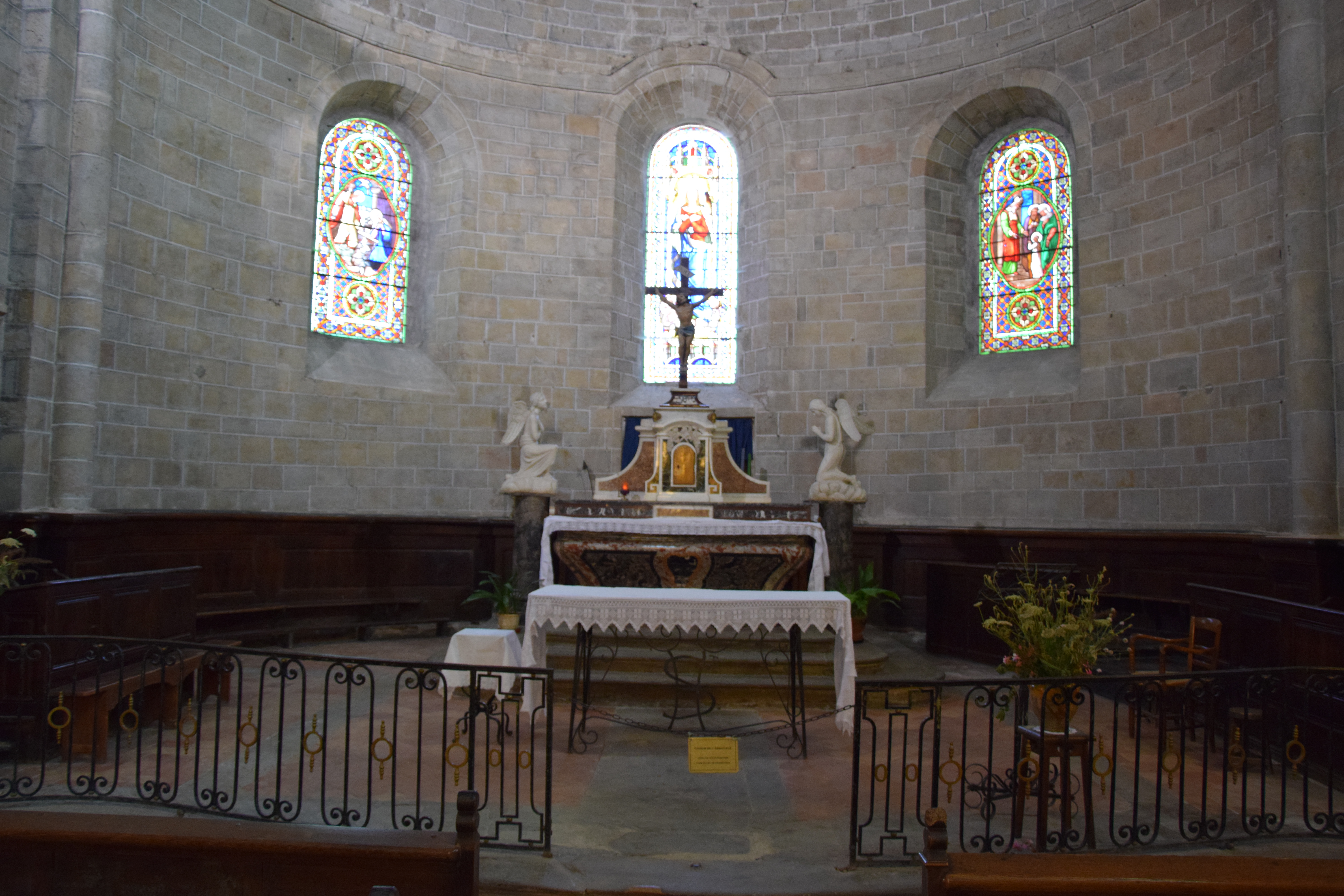
Le chœur
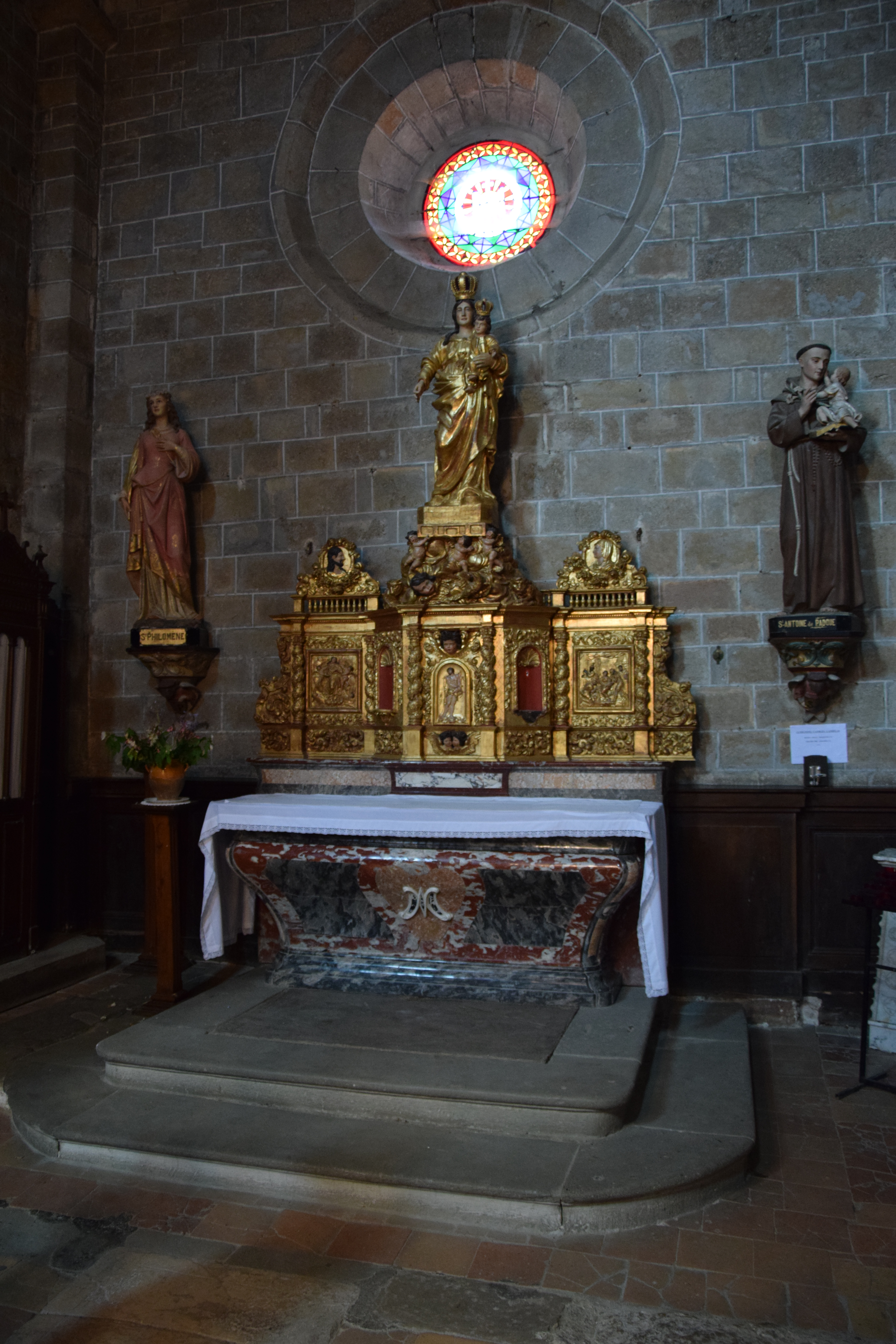
Chapelle de la Vierge à l'Enfant

### Personnalités liées à la commune
- Jean Bousgarbiès (1889-1947), avocat bâtonnier de l'Ordre des avocats du barreau de Carcassonne, maire de Saint-Hilaire, conseiller général du canton de Saint-Hilaire, député de l'Aude, membre du Parti républicain, radical et radical-socialiste.

### Héraldique
| Blason de Saint-Hilaire | Blason  | Gironné de gueules et d'or.                      |
| Blason de Saint-Hilaire | Détails | Le statut officiel du blason reste à déterminer. |